# Cathedral Cove (Coromandel)

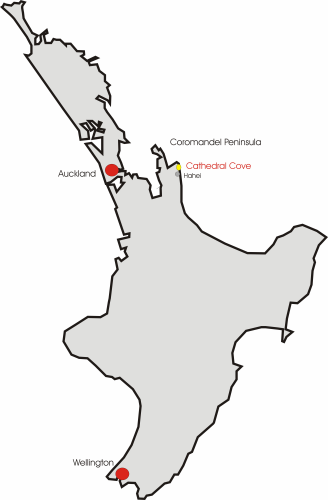
Nordinsel Neuseelands mit Lage der Cathedral Cove

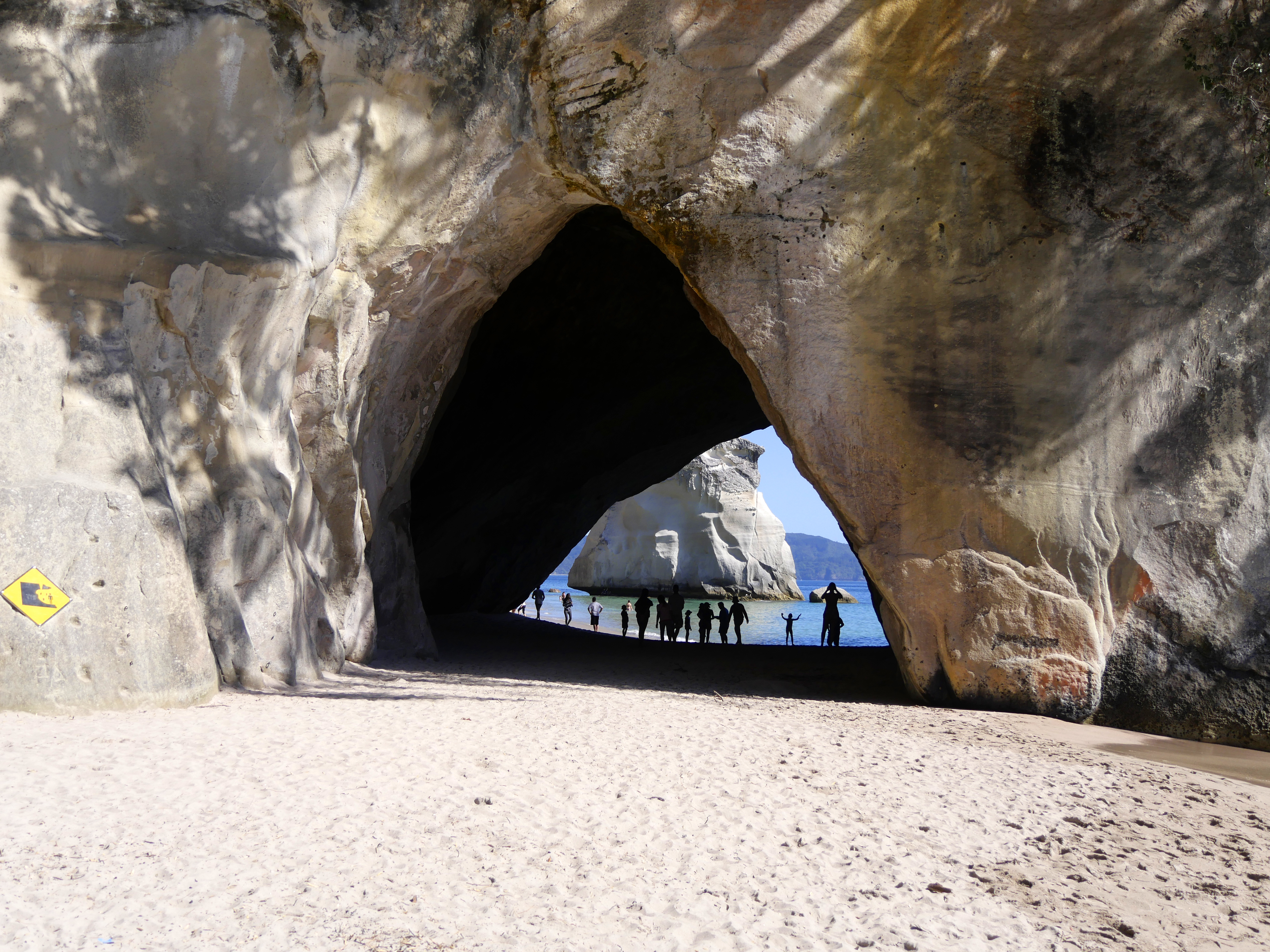
Cathedral Cave (Südostseite), Eingang zur Bucht Cathedral Cove von Mare’s Leg Cove aus

Cathedral Cove ist eine Bucht am Strandabschnitt der Mercury Bay an der Coromandel Peninsula der Nordinsel Neuseelands nördlich von Hahei. Der Name schließt im Allgemeinen die Cathedral Cave (Kathedralen-Höhle) mit ein.
Das Gebiet wurde unter dem Namen Te Whanganui-A-Hei, dem Maori-Namen für die Bucht, 1993 das erste Küstenschutzgebiet der Coromandel Peninsula unter der Aufsicht des Department of Conservation im Waikato District und soll dem Schutz des Lebensraumes der Tier- und Pflanzenwelt rund um Mozukoure, Moturoa, Motueka und den Mahurangi Islands dienen.

## Maori-Tradition
Der Maori-Name Whanganui-A-Hei (sinngemäß Die große Bucht des Hei) bezieht sich auf einen wichtigen Maori-Häuptling namens Hei. In der Tradition der Maori erklärte er das Gebiet als Heimstatt seines Clans. Dabei bestimmte er die Motueka Insel wenige Kilometer vor der Küste als Te Kuraetanga-o-taku-Ihu (sinngemäß Die äußere Kurve meiner Nase) in dieses Gebiet eingeschlossen. Es wird heute davon ausgegangen, dass er diesen Gebietsanspruch auf das Küstengebiet der Mercury Bay etwa von der Lage des heutigen Küstenortes Hahei aus erklärte, dessen Name ebenfalls auf diesen Maori-Chief zurückzuführen ist.

## Geologie und Entstehung

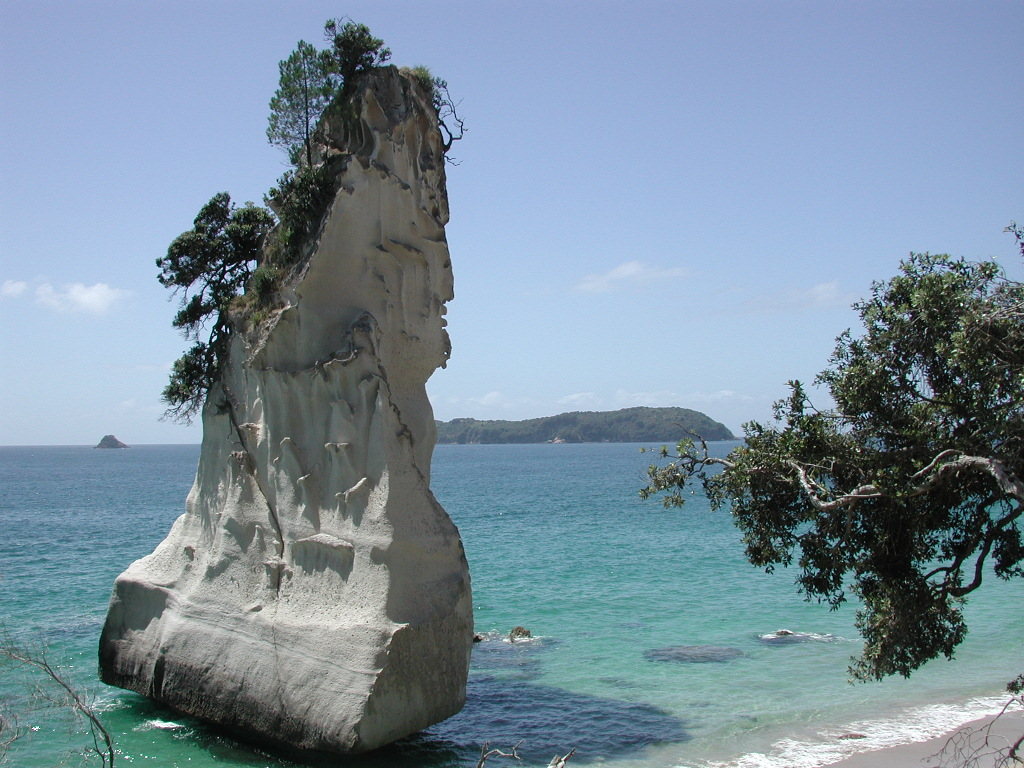
Te Hoho Rock

Das Küstengestein besteht aus sehr hellem Kalksandstein, zwischen dem teilweise andere, festere Gesteinsformationen eingeschlossen sind. Die Küste erhebt sich im Bereich der Cathedral Cove rund 40 Meter über den Meeresspiegel. Teilweise ragen die Klippen senkrecht bis an die Wasserlinie heran, an anderen Stellen des Küstenschutzgebietes sind durch die permanente Ausspülung der Uferzone Buchten und Einschnitte entstanden, in denen sich die artenreiche Vegetation Neuseelands angesiedelt hat.
Die eigentliche „Kathedrale“ ist die Höhle in der Verbindung zwischen Mare’s Leg Cove und Cathedral Cove, die eine kathedralenähnliche, spitz zulaufende Decke aufweist. Entstanden ist diese Ausprägung der Höhle durch unterschiedlich ausgerichtete Gesteinsschichten der beiden Wände der Höhle, so dass durch die Wirkung der Gezeiten über viele Jahrtausende eine derartige Form entstehen konnte.

## Touristische Nutzung
Trotz ihrer Einordnung im Meeresschutzgebiet ist die Höhle sowie einige der Buchten in dem Areal mit Wegen gut erreichbar. Vom Parkplatz nahe Hahei und der Gemstone Bay sind rund 45 Minuten Fußweg und ein Abstieg über die Treppe bis zum Strand der Mare’s Leg Cove zurückzulegen. Von Hahei Beach kann man auch mit einem kleinen Boot bis zur Cathedral Cove gebracht werden.
Sehr schöne Strände an den Buchten laden zum Baden ein. Schilder vor den Höhlen warnen jedoch vor dem Betreten, da möglicherweise Gesteinsbrocken herunterfallen können.
Wenige Kilometer südlich von Hahei liegt der touristisch ebenfalls sehr interessante Hot Water Beach.